# Boštanj
Boštanj este o localitate din comuna Sevnica, Slovenia, cu o populație de 336 de locuitori.